# Fabio Poveda Márquez
Fabio Poveda Márquez (Sevilla, Magdalena, 29 de julio de 1940-Barranquilla, 18 de mayo de 1998) fue un periodista y escritor colombiano.

## Trayectoria
Poveda inició su vida en el periodismo en el diario bogotano El Espectador en 1967 realizando artículos sobre deportistas. Desde 1969 laboró en el Diario del Caribe y en 1976 se vinculó a El Heraldo como colaborador. En 1979 fundó en compañía de Juan Gossaín la revista El Heraldo Deportivo de El Heraldo. También trabajó en el periodismo radial en empresas como Todelar y Caracol. Fundó su propio programa radial deportivo «Deporte Espectacular» en Emisora Atlántico, que continúa dirigiendo su hijo Fabio Poveda Ruiz en A un Click Radio.

## Familia
Fabio Poveda Márquez estuvo casado con Luz Marina Ruiz, con quien tuvo a sus hijos Fabio, Alex y César. Fabio hijo es periodista de Blu Radio de la cadena Caracol. Alex es publicista, y es el director creativo en una agencia en Europa, y César es director técnico en las divisiones menores del Junior de Barranquilla.

## Muerte
El periodista Fabio Poveda Márquez falleció el lunes 18 de mayo de 1998 en Barranquilla víctima de un infarto de miocardio a los 57 años, sus restos mortales fueron velados en la catedral María Reina y fue sepultado en el cementerio Jardines del Recuerdo al lado de su amigo, el artista vallenato Rafael Orozco.

## Premios
Fabio Poveda Márquez recibió siete premios de periodismo Simón Bolívar, un premio Postobón al periodismo deportivo, un Premio Latino en 1997 y la Orden de Gran Caballero por parte del Congreso de la República.
Premios Simón Bolívar:
- 1978 - El mundo del boxeo.
- 1981 - Durán: Reencuentro con la gloria.
- 1982 - Los cracks de Brasil.
- 1989 - El drama de Esteban de Jesús.
- 1990 - Dioses de carne y hueso.
- 1992 - De la gloria al infierno. (Serie de reportajes publicados entre octubre y noviembre de 1991).
- 1996 - Sonrisas y Lágrimas.

Premio Postobón:
- 1992 - Triunfadores de España.

## Obras
Poveda fue reconocido a nivel nacional por su estilo humano, el cual reflejó en crónicas, reportajes y libros como «Bolillo» Golpe a Golpe (en asociación con Hernán Darío Gómez, ex-técnico de la selección colombiana de fútbol), y «Dioses de carne y hueso», sobre los jugadores de la Selección. De Pescaito a la Gloria, que cuenta la historia de Carlos "El Pibe" Valderrama. 